# Європейсько-азійський транспортний коридор
Європейсько-азійський транспортний коридор — один із найважливіших геополітичних проектів початку 21 ст., головною метою якого є розбудова геостратегічних комунікативних зв'язків між двома частинами материка Євразія — Азією та Європою.
Основним ініціатором розбудови євразійських транспортних коридорів є Європейський Союз. Зазначені коридори є стратегічними комунікаціями для європейської економіки. Тому 1991 року ЄС затвердив програму TRACECA, що має залучити до розвитку транс'європейських магістралей на період до 2015 понад 90 млрд євро, які будуть спрямовані на модернізацію в країнах Центральної, Східної та Південно-Східної Європи 18 тис. км автомагістралей, 20 тис. км залізниць, 380 аеропортів, 13 морських та 49 річкових портів.
Ще одним геополітичним гравцем на євразійських транспортних коридорах є США. Участь у зазначених проектах дає можливість США економічно контролювати транспортні товарні потоки між Європою та Росією та між Росією та Центральною Азією й Китаєм. Залучення американських компаній до розвитку мережі транспортних коридорів у Східній та Центральній Європі дає можливість США впливати на процес європейської інтеграції. Тим самим реалізується мета американського стратегічного впливу на Євразію, що є чинником гегемонії США в новій системі міжнародних відносин.
Водночас транспортні шляхи, нафтогазопроводи та інші комунікації лишаються важливим чинником встановлення міжнародного та міжцивілізаційного співробітництва. Вони здатні позитивно вплинути на вирівнювання показників економічного розвитку, підвищення якості життя депресивних країн та регіонів.
Протягом сторіч територія України була важливою сполучною транзитною ланкою на євразійських шляхах. На початку 21 ст. Україна є місцем перетину транс'європейських шосейних магістралей (до РФ, Центр. Азії, Кавказу, Китаю), нафтових та газових трубопроводів, залізничного, річкового (Дніпро, Дунай), повітряного та морського транспорту.
Однією з основних шосейних магістралей європейсько-азійського транспортного коридору є європейське шосе № 5 Трієст (Італія) — Любляна (Словенія) — Будапешт (Угорщина) — Київ — Москва. 2004 року Україна відновила судноплавство Кілійським гирлом Дунаю, реконструювавши судноплавний канал протока Бистра — Вилкове. Введена в експлуатацію сучасна автомагістраль Одеса — Київ.
За участі України, РФ та низки європейських країн від 2003 року реалізується проект міжнародного газотранспортного консорціуму. Україна пропонує маршрут Тенгіз (Казахстан) — Баку (Азербайджан)—Супса (Грузія) — Одеса — Броди — Плоцьк (Польща). Зазначений маршрут дасть можливість замкнути нафтовий ринок по осі Каспійське — Чорне — Балтійське моря. Стратегічно важливе місце в мережі чорноморсько-каспійських транспортних комунікацій посідає Крим. У вересні 1999 балтійсько-чорноморський саміт у Ялті дав потужний політичний імпульс для створення європейсько-азійського транспортного коридору.
Крім транспортних коридорів Схід — Захід, істотне значення для глобальної економіки 21 ст. матимуть напрямки Північ — Південь. Територією України проходять транспортні маршрути Чорноморсько-Балтійського сполучення, які з'єднують балтійський та прикаспійський регіони. Завдяки цьому Україна об'єктивно перетворюється на перехрестя ключових магістралей 3-го тисячоліття Зважаючи на це, її уразливість як країни, по території якої проходить (за термінологією А.-Дж. Тойнбі) «цивілізаційний розлам» (між євроатлантичною цивілізацією та східнослов'янсько-православною цивілізацією), може перетворитися на великий позитив. Але реалізація зазначеної моделі розвитку європейсько-азійського транспортного коридору можлива лише за умов становлення нового світового порядку не за сценарієм «зіткнення цивілізацій», а за функціональною моделлю міжцивілізаційного мирного діалогу.